# إعدام الفارين الألمان 13 مايو 1945
وقع إعدام الفارين الألمان في 13 مايو 1945 بعد خمسة أيام من استسلام ألمانيا النازية إلى جانب القوات المسلحة الفيرماخت في الحرب العالمية الثانية، عندما قامت محكمة عسكرية غير شرعية، تتألف من الضباط الألمان الذين تم أسرهم ونزع سلاحهم تحت حراسة الحلفاء في أمستردام في هولندا، بفرض حكم الإعدام على اثنين من الفارين الألمان السابقين من كريغسمارين، برونو دورفر و Rainer Beck [الإنجليزية]. جرت المحاكمة الوهمية في مصنع تجميع مهجور لشركة فورد للسيارات خارج أمستردام، والذي كان في ذلك الوقت معسكر أسرى حرب يديره الجيش الكندي.
شكل أسرى الحرب الألمان النازيون فرقة إطلاق النار التي نفذت العقوبة. تم تزويدهم بالبنادق الألمانية التي تم الاستيلاء عليها وشاحنة تزن ثلاثة أطنان من قبل Seaforth Highlanders في كندا، ويرافقهم فصيلة من الجنود الكنديين بقيادة الكابتن روبرت ك.سوينتون.
في تحليل للحادث، يشير المؤرخ كريس مادسن إلى أن السلطات العسكرية الكندية شعرت بأنها مضطرة للعمل مع نظرائها الألمان، في مواجهة المهمة الضخمة المتمثلة في نزع سلاح وإخلاء القوات المسلحة الألمانية في هولندا، تحت الانضباط، ودون أي اضطراب. وكمسألة متبادلة، سُمح للسلطة الهرمية للقيادة الألمانية بمواصلة العمل بعد الاستسلام، وشمل ذلك إصدار الأحكام وإعدام الأفراد مثل دورفر وبيك تحت الحلفاء.

## في الثقافة الشعبية
- قدم الحادث الكثير من المواد للحلقة الأخيرة من الجيش السري، مسلسل درامي من بي بي سي حول المقاومة البلجيكية في الحرب العالمية الثانية.
- الفيلم الإيطالي-اليوغسلافي في يوم السلام الخامس (العنوان الإيطالي: Dio è con noi؛ 1969) عرض قصة البحارة الألمان.[2]
- يتضمن الفيلم الهولندي 2006 الكتاب الأسود للمخرج بول فيرهويفن إعدام شخصية رئيسية تعتمد بشكل مباشر (ولكن بشكل فضفاض) على هذه الحادثة.

## روابط خارجية
- مقالة حول راينر بيك على ويكيبيديا الألمانية
- منشليش بيدروكند ، مقال في مجلة دير شبيجل 12 سبتمبر 1966 عن الحادث (بالألمانية).